# Durazno Fútbol Club
Durazno Fútbol Club é um clube de futebol uruguaio originário da cidade de Durazno, que compete na Associação Uruguaia de Futebol.
O time foi fundado em 22 de novembro de 2005 como Asociación Atlética Durazno Fútbol Club, e competiu na segunda divisão uruguaia por vários anos até interromper sua participação devido a dívidas. Desde o campeonato de 2006, o Durazno teve bom desempenho e esteve próximo de ascender à Primeira Divisão em mais de uma ocasião, mas nunca conseguiu o acesso e acabou desaparecendo em 2011, sem sair da Segunda Divisão.
Em 2021, surgiram iniciativas para que o clube voltasse a competir, o que se concretizou em 2022, quando um grupo investidor, de propriedade do ex-jogador Diego Forlán, adquiriu o time, anunciando ainda a construção de um complexo esportivo em Durazno.
O Grupo Forlán começou a implementar algumas mudanças institucionais, como a transferência do clube para Neptunia, por conveniência dos proprietários, e manifestaram a intenção de que o clube passasse a ser conhecido "aos poucos" apenas como DFC, o que gerou críticas da intendência de Durazno.

## História

### Seus primeiros anos
A Associação Atlética Durazno Fútbol Club foi fundada em 22 de novembro de 2005, após a união de clubes duraznenses da Primeira e Segunda Divisão do departamento. Esses clubes foram: Central, Juvenil, Nacional, Molles e Rampla.
Durazno participou da Segunda Divisão do Uruguai a partir da temporada 2006/2007. Nessa temporada, terminou na 10.ª posição.

### Perto do acesso à Primeira Divisão
Nas temporadas seguintes, o Durazno esteve muito próximo de conquistar o acesso à Primeira Divisão em duas oportunidades: na segunda temporada da equipe (2007–08), chegou aos play-offs de acesso, sendo eliminado pelo El Tanque Sisley; no ano seguinte, sob a direção de Miguel Ángel Puppo, chegou à final pelo terceiro acesso à Primeira Divisão contra o Atenas de San Carlos, sendo derrotado pelo time carolino. Destacou-se nesse período o protagonismo do atacante argentino Daniel Tilger.

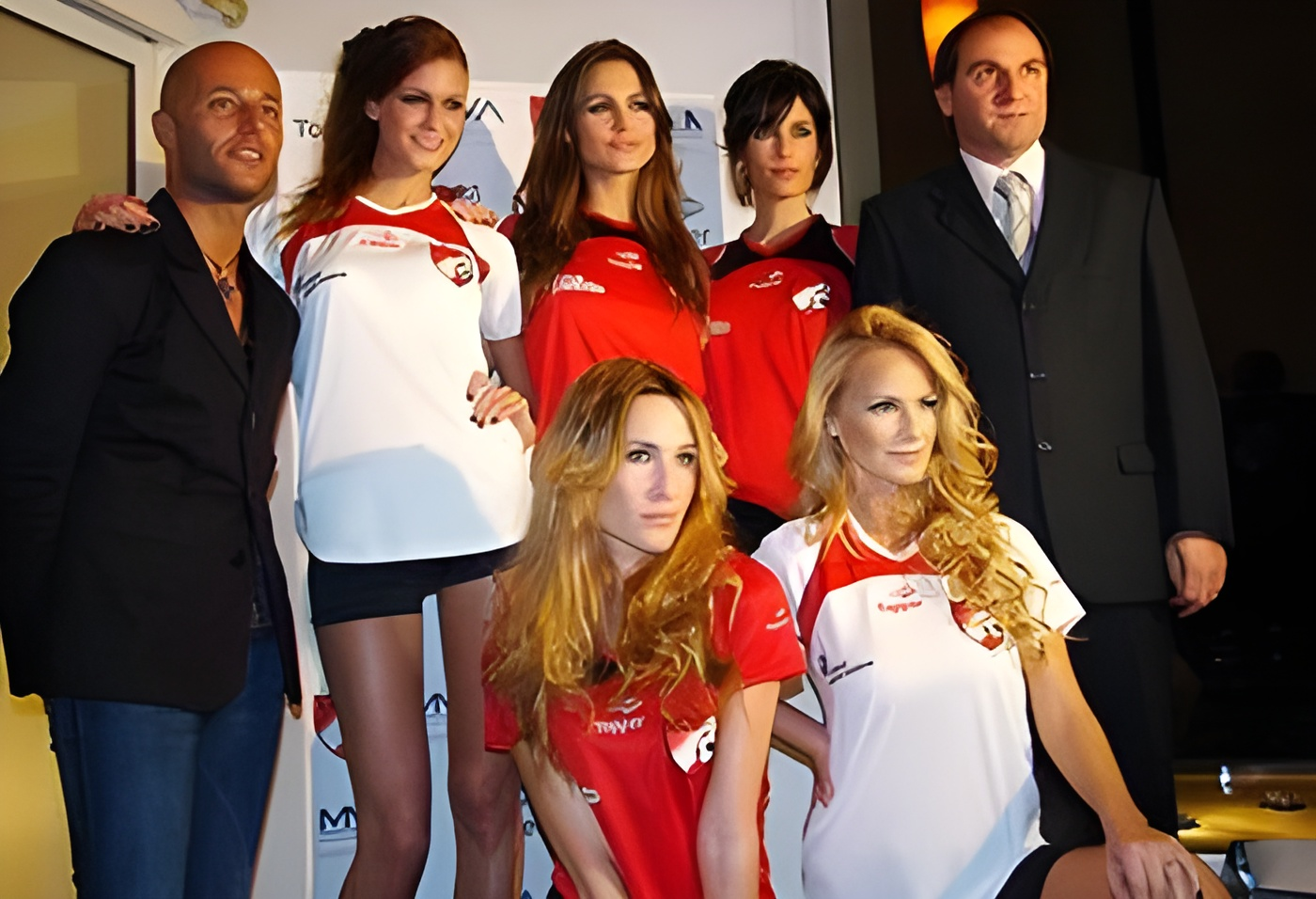
A chegada do argentino Gaby Álvarez buscou gerar maior repercussão na mídia, mas sem sucesso esportivo.

A maior repercussão do clube também se deu fora dos campos. Em 2009, o relações-públicas argentino Gaby Álvarez foi nomeado gerente do clube pelo presidente, também argentino, Nannini. Álvarez, oriundo do mundo do jet set puntaesteño, buscou introduzir glamour ao clube do interior do país. Por exemplo, firmou parceria com a marca esportiva Topper e promoveu o lançamento do uniforme com modelos em Punta del Este. Mas o mais curioso foi a insistência de Álvarez de que o astro inglês David Beckham assinaria com o clube, por serem amigos, e que ele devia esse favor, que só seria cumprido caso o time subisse à Primeira Divisão, o que nunca aconteceu.

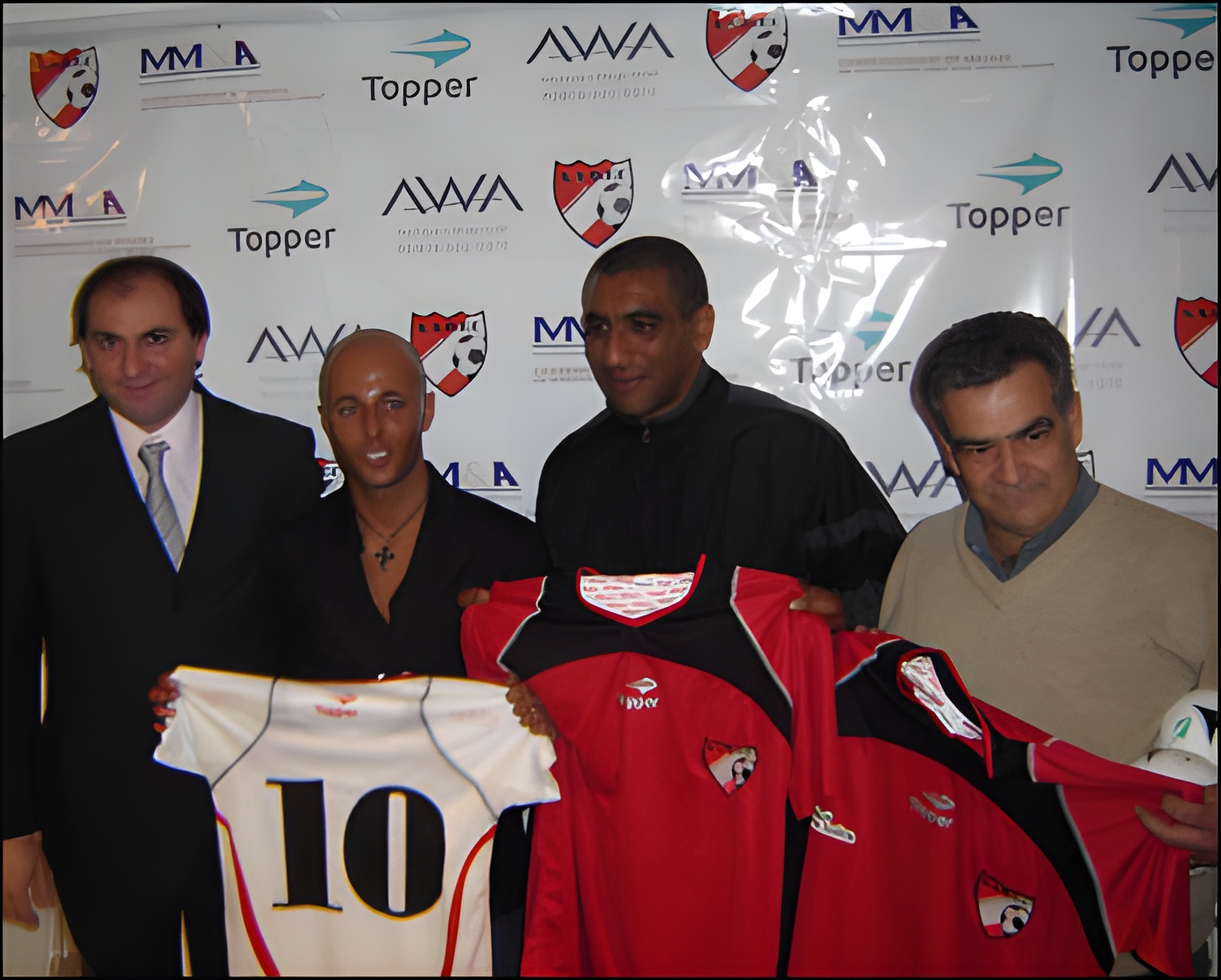
Apresentação do uniforme 2009 da Topper, junto com autoridades locais.

Em 2010, houve negociações para que o clube participasse de um quadrangular na Espanha ao lado do Sevilla, Sporting de Gijón e outro clube a confirmar, mas o desempenho do time caiu consideravelmente e a ideia foi abandonada. A grande exposição midiática do clube não se traduziu em resultados esportivos.

### Decadência esportiva
Posteriormente, o time começou a apresentar queda de rendimento. No campeonato seguinte (2009–10), teve sua pior campanha, ficando na penúltima colocação entre 12 equipes.[carece de fontes?] Esse resultado foi apenas ligeiramente superado na temporada 2010–11, quando terminou em 10.º lugar entre 12 equipes. Além disso, naquele ano o clube passou a mandar seus jogos em Montevidéu e não em sua cidade de origem, o que gerou controvérsias.
Por fim, essa mudança de local (que gerou rejeição dos torcedores duraznenses), somada a problemas financeiros e ao afastamento do grupo gestor, fez com que o time não participasse da temporada 2011–12, o que culminou com a extinção do clube que representava o departamento de Durazno no futebol da AUF.

### Compra, retorno à atividade e mudança de sede

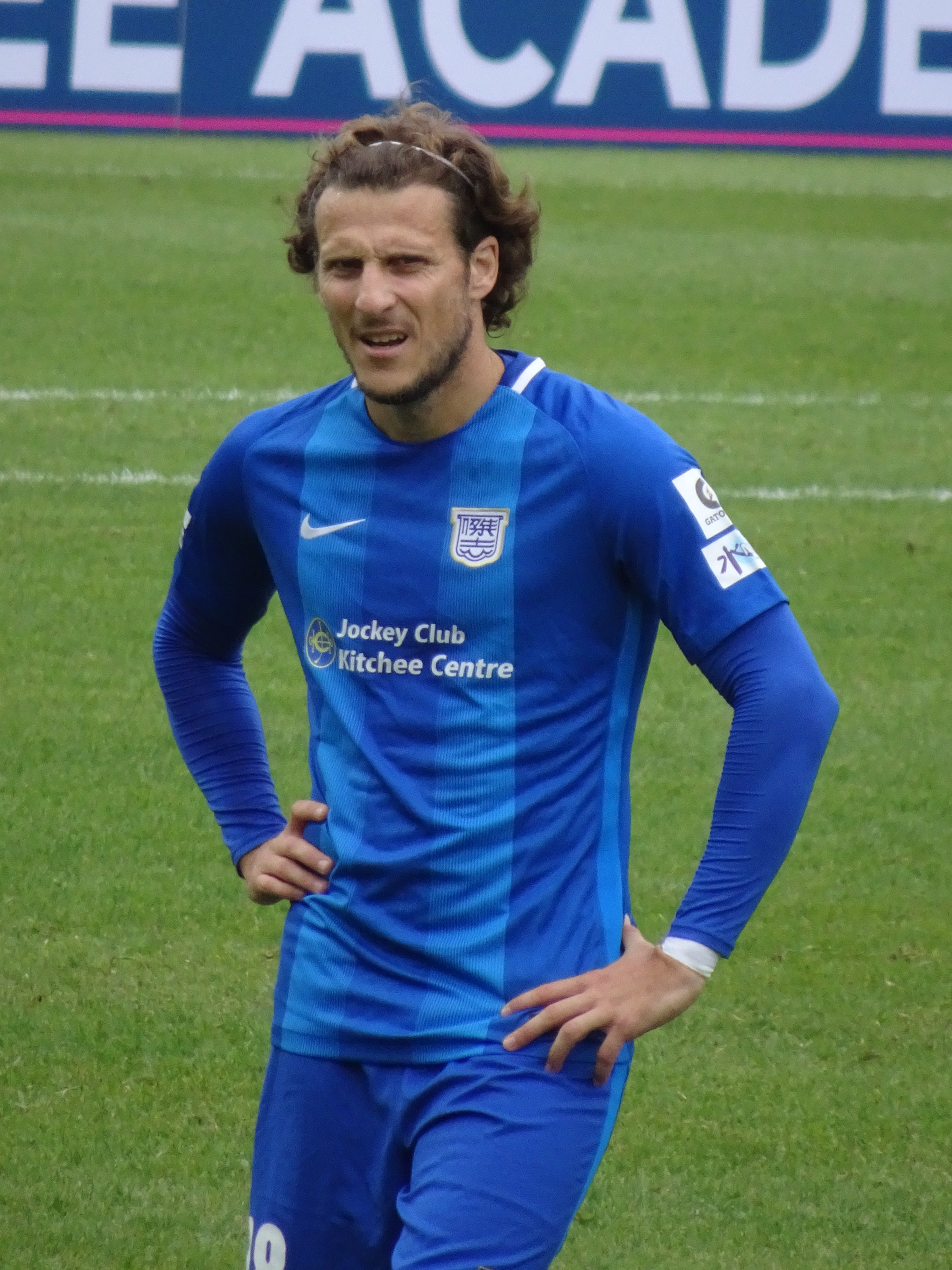
Diego Forlán, atual proprietário do clube.

A lacuna deixada pela extinção do clube profissional em Durazno motivou buscas constantes por soluções para seu retorno. Em 2021, surgiram iniciativas para que o clube voltasse a representar o Departamento de Durazno na Associação Uruguaia de Futebol. As melhorias no Estádio Silvestre Octavio Landoni aumentaram os rumores sobre o retorno, sem desdobramentos concretos.
Meses depois, em janeiro de 2022, foi divulgado que um grupo de investidores liderado por Diego Forlán havia adquirido o clube, com o objetivo de disputar a Primeira Divisão Amateur na temporada de 2022. A confirmação veio no início de fevereiro, por meio de uma coletiva de imprensa. A compra também resultou na simplificação do nome (de Associação Atlética Durazno Fútbol Club para apenas Durazno Fútbol Club) e da identidade visual. Este último ponto gerou controvérsias devido à forte identificação com o escudo anterior e à versão nova, considerada excessivamente simplificada.
Inicialmente, o retorno do clube foi uma grande notícia para o departamento de Durazno. A imprensa local informou que o grupo investidor havia adquirido terrenos em frente ao Parque de la Hispanidad para construir um novo centro de treinamento. O impacto midiático do retorno foi considerado "extremamente positivo" pelas autoridades locais, algo que não se sustentou: o clube jogou no Landoni apenas em 2022.
Em 2023, o Grupo Forlán transferiu a sede do time para as proximidades de Montevidéu: o centro de treinamento foi instalado ao norte de Neptunia (na Costa de Ouro do departamento de Canelones), e o time passou a mandar seus jogos no Estádio Palermo de Montevidéu. Em 2024, o próprio Forlán anunciou que o time passaria a se chamar DFC para evitar o uso do nome Durazno. Curiosamente, as iniciais DFC coincidem com o nome completo de Diego Forlán Corazzo.
Para o Campeonato Uruguaio da Primeira Divisão Amateur de 2024, o clube contratou nomes de peso como Walter Gargano, Hernán Figueredo, Andrés Rodales e Adrián Vila.